# 喬拱璧
喬拱璧（1576年—1625年），字穀侯，号讱斋，又号剑浦，南直隶松江府上海县川沙人，竈籍，明朝政治人物。

## 生平
萬曆十九年（1591年）辛卯科应天府乡试第五十一名举人，三十五年丁未科（1607年）會試第二百三名，廷试三甲一百一名进士，都察院观政，初授浙江海盐知县，四十一年擢工部主事，四十二年改兵部武选司主事，管理山海关，患病回籍。四十四年四年考察，四十六年贬顺天府學教授，次年升南京国子监學錄。天启元年（1621年）升南京兵部主事，历任南京兵部职方司郎中，三年升湖广佥事，五年升四川参议，未上任卒。

## 家族
曾祖喬晟，壽官。祖父喬镗，欽賜冠帶监生，贈奉政大夫府同知。父乔木，隆庆二年进士，官按察司副使。母周氏，贈恭人。永感下。兄拱宸，文華殿中書舍人；拱宿，光禄寺署正。